# Nationales Akademisches Theater für Oper und Ballett der Mongolei

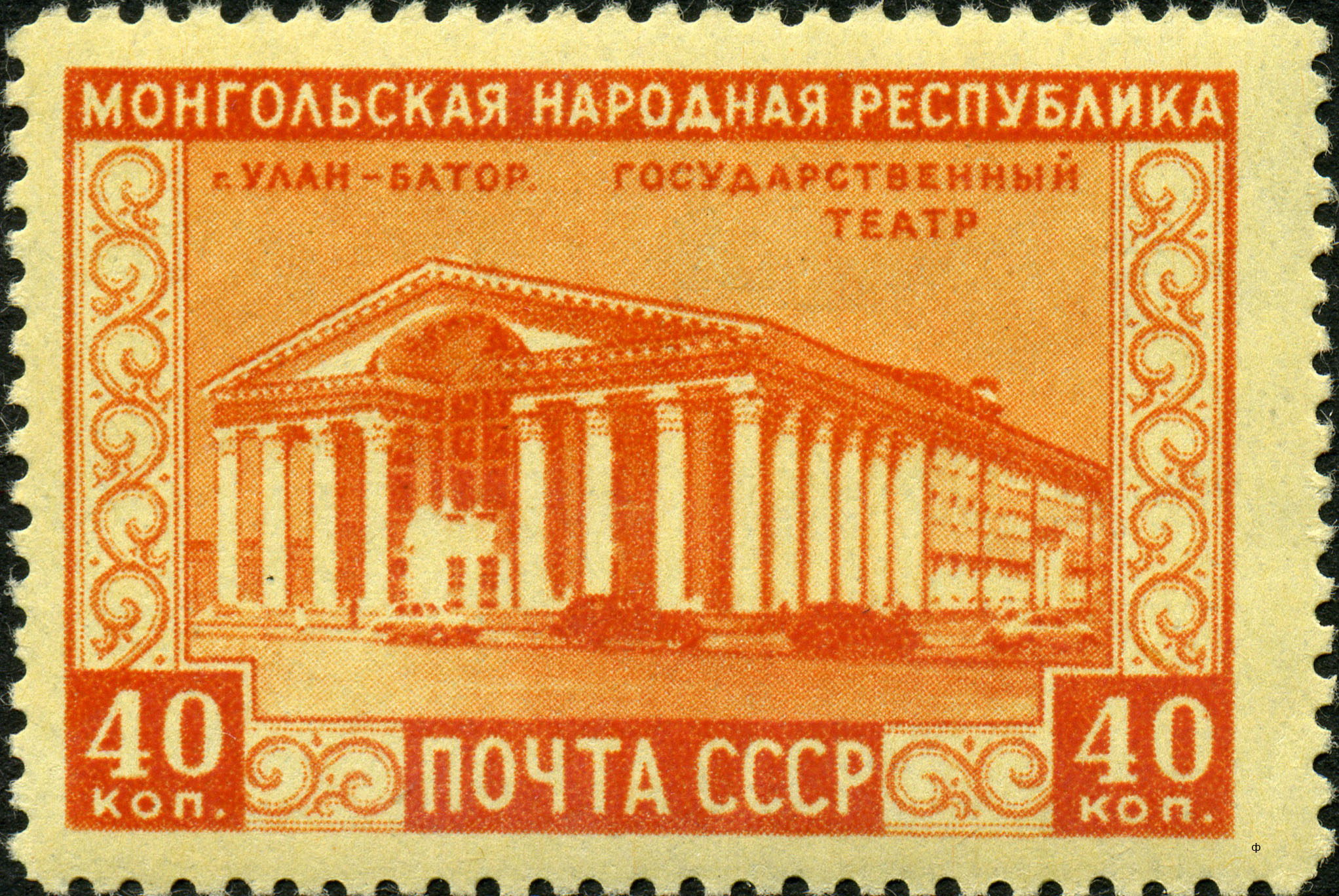
Das damalige Theater von Ulaanbaatar auf einer Briefmarke der Post der UdSSR von 1951

Das Nationale Akademische Theater für Oper und Ballett der Mongolei (mongolisch Улсын дуурь бүжгийн эрдмийн театр, 
russisch Государственный академический театр оперы и балета Монголии), im englischen Sprachgebrauch als National Academic Theatre of Opera and Ballet of Mongolia oder Mongolian State Academic Theatre of Opera and Ballet bekannt, ist ein Opernhaus in Ulaanbaatar in der Mongolei. Die Anfänge des Theaters in Ulaanbaatar gehen auf das Jahr 1931 während der sowjetischen Herrschaft zurück. 1951 gab die sowjetische Post eine Briefmarke heraus, die das Theater zeigt. Am 18. Mai 1963 nahm es als Nationales Akademisches Theater für Oper und Ballett der Mongolei mit einer Aufführung von Tschaikowskys Oper Eugen Onegin den Spielbetrieb als Oper auf. Das Repertoire umfasst viele klassische Opern russischer, italienischer, französischer, österreichischer und deutscher Komponisten, beispielsweise Fürst Igor, Aida, Rigoletto, Der Barbier von Sevilla, La Bohème, Lucia di Lammermoor, Carmen, Don Giovanni und Die Zauberflöte sowie Ballettaufführungen, beispielsweise Schwanensee, Romeo und Julia und Der Nussknacker.
Neben international bekannten Opern und Balletten stehen auch Liederabende, Chorwerke, Tanzdarbietungen, folkloristische Aufführungen und Bühnenwerke mit lokalen mongolischen Themen auf dem Programm. Dazu werden meist typische Musikinstrumente der Mongolei, wie die Mongolische Pferdekopfgeige, ein nationales Symbol der Mongolei und das Yatga, ein Zupfinstrument verwendet. Außerdem werden weitere traditionelle asiatische Musikinstrumente, beispielsweise das Yangqin, ein Saiteninstrument eingesetzt. Nachfolgende Bilder zeigen Beispiele von Aufführungen der Oper:

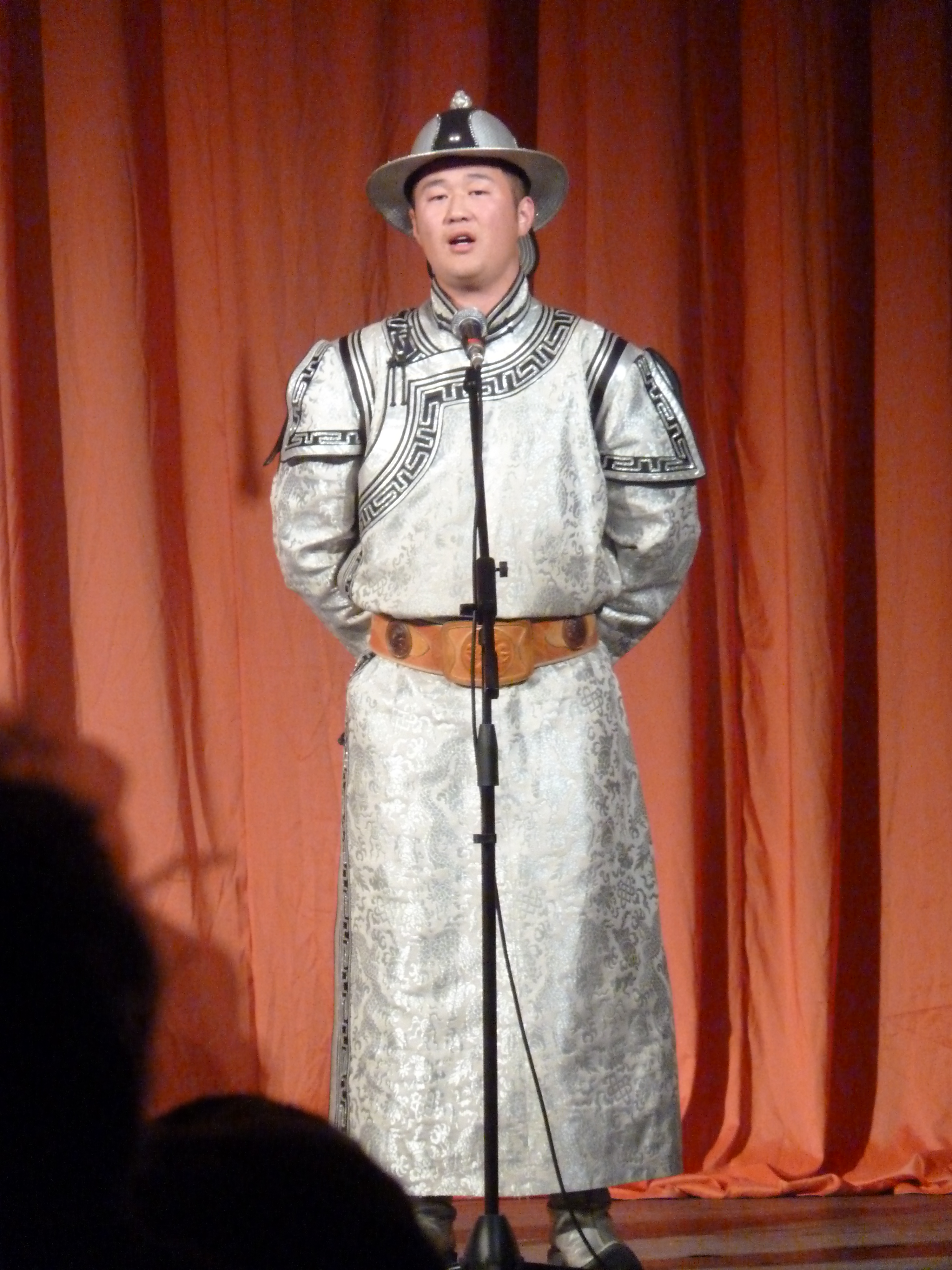
Liedvortrag
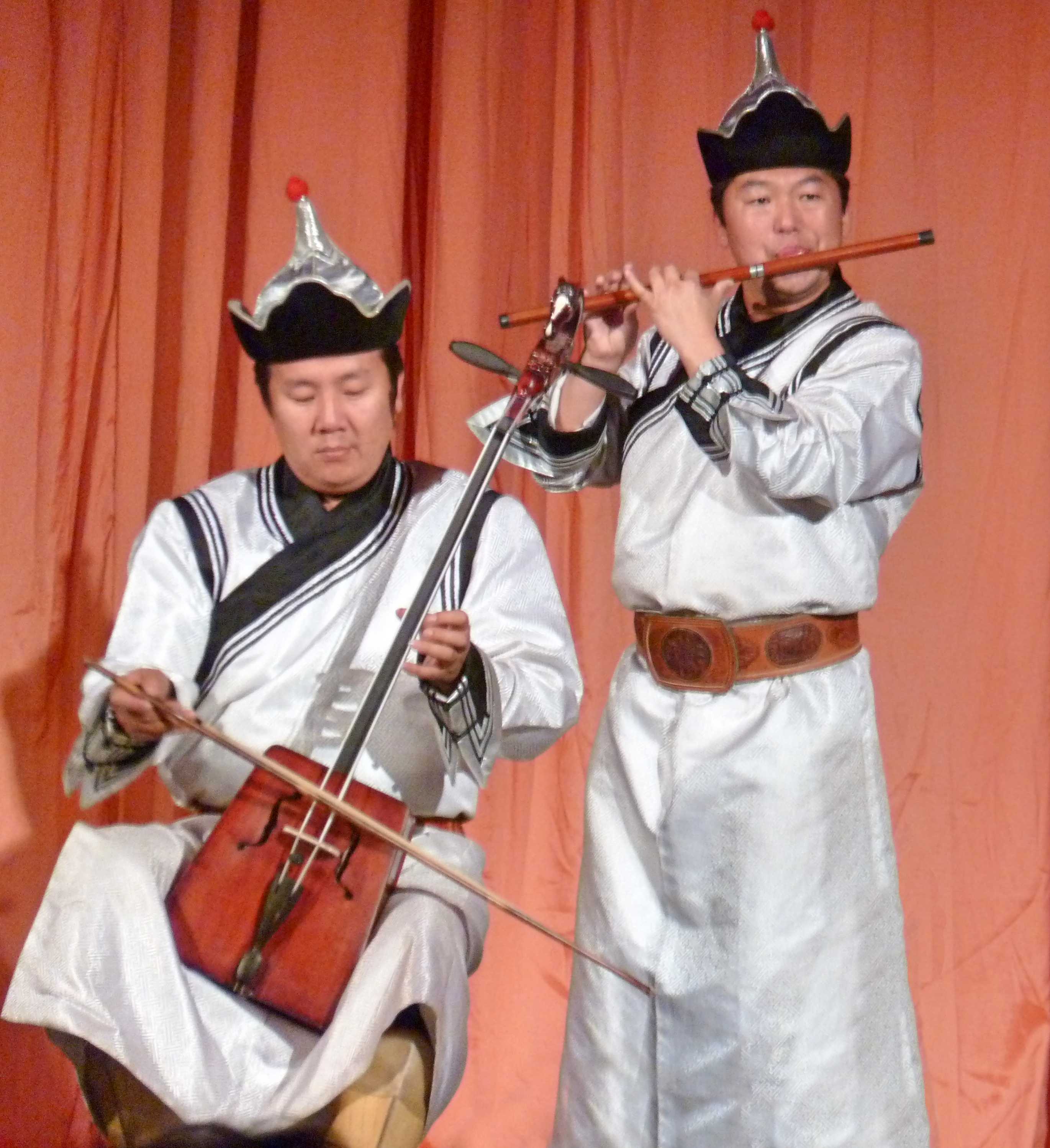
Musiker mit Mongolischer Pferdekopfgeige und Querflöte
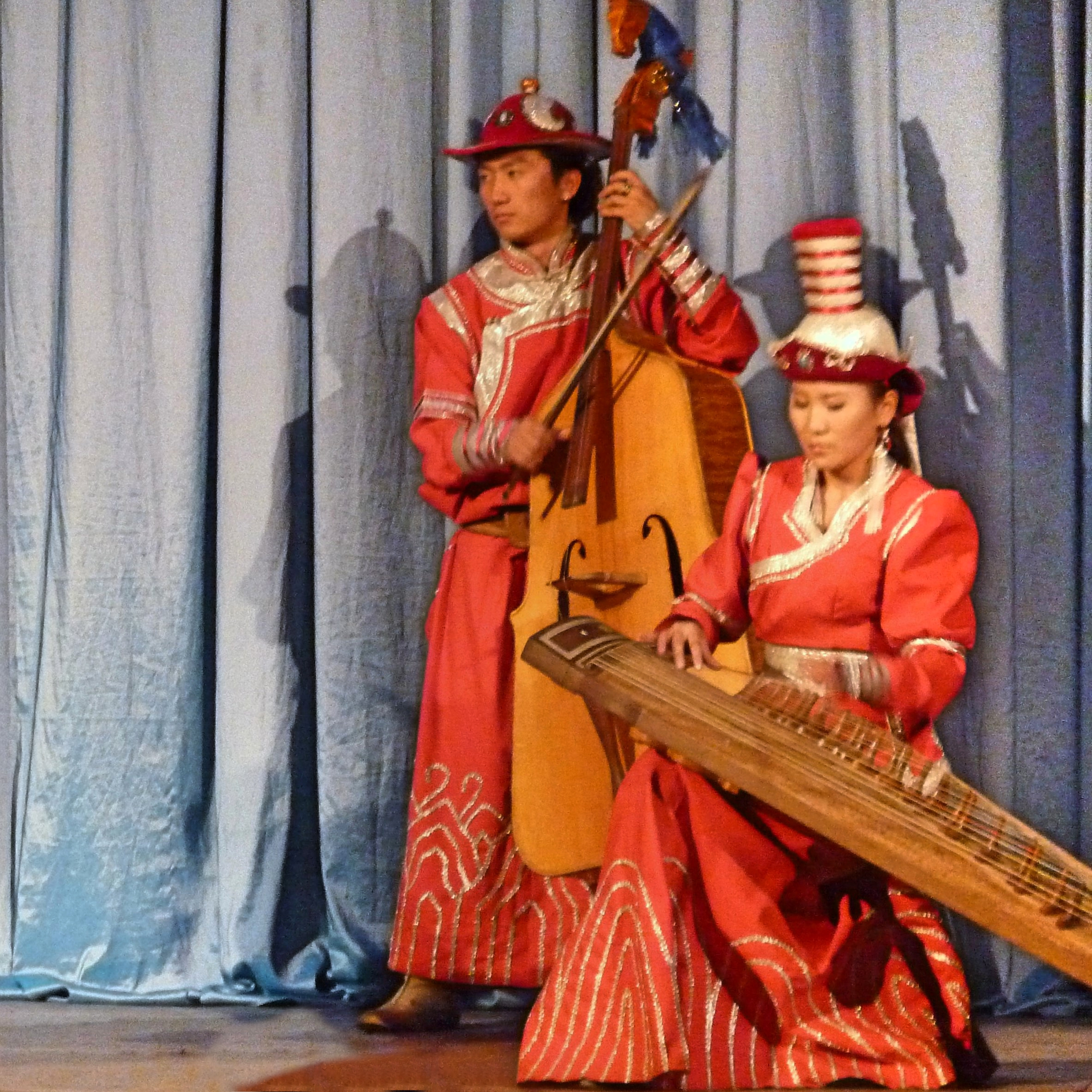
Musiker mit Mongolischer Pferdekopfgeige und Yatga
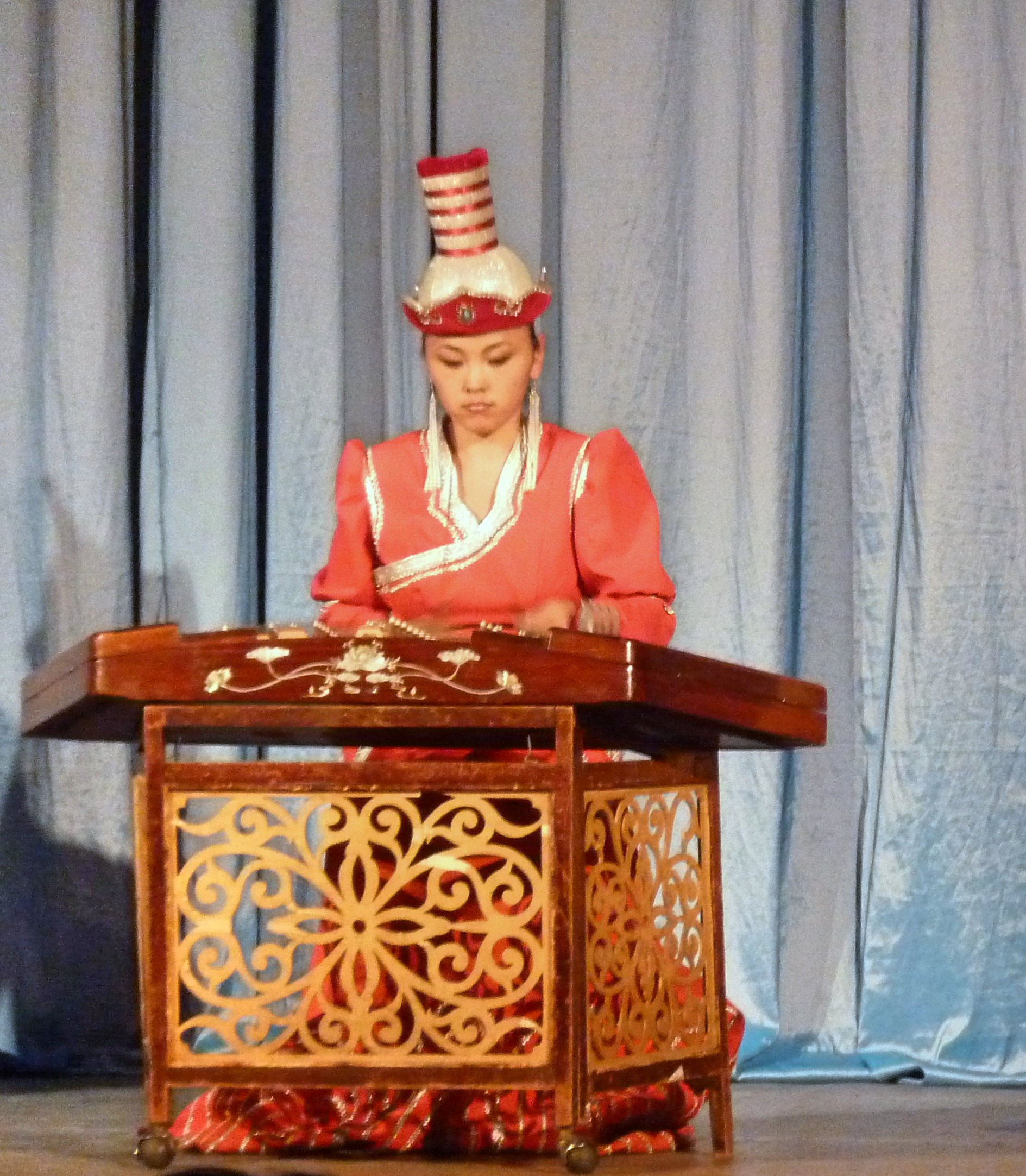
Musikerin, die auf einem Yangqin spielt
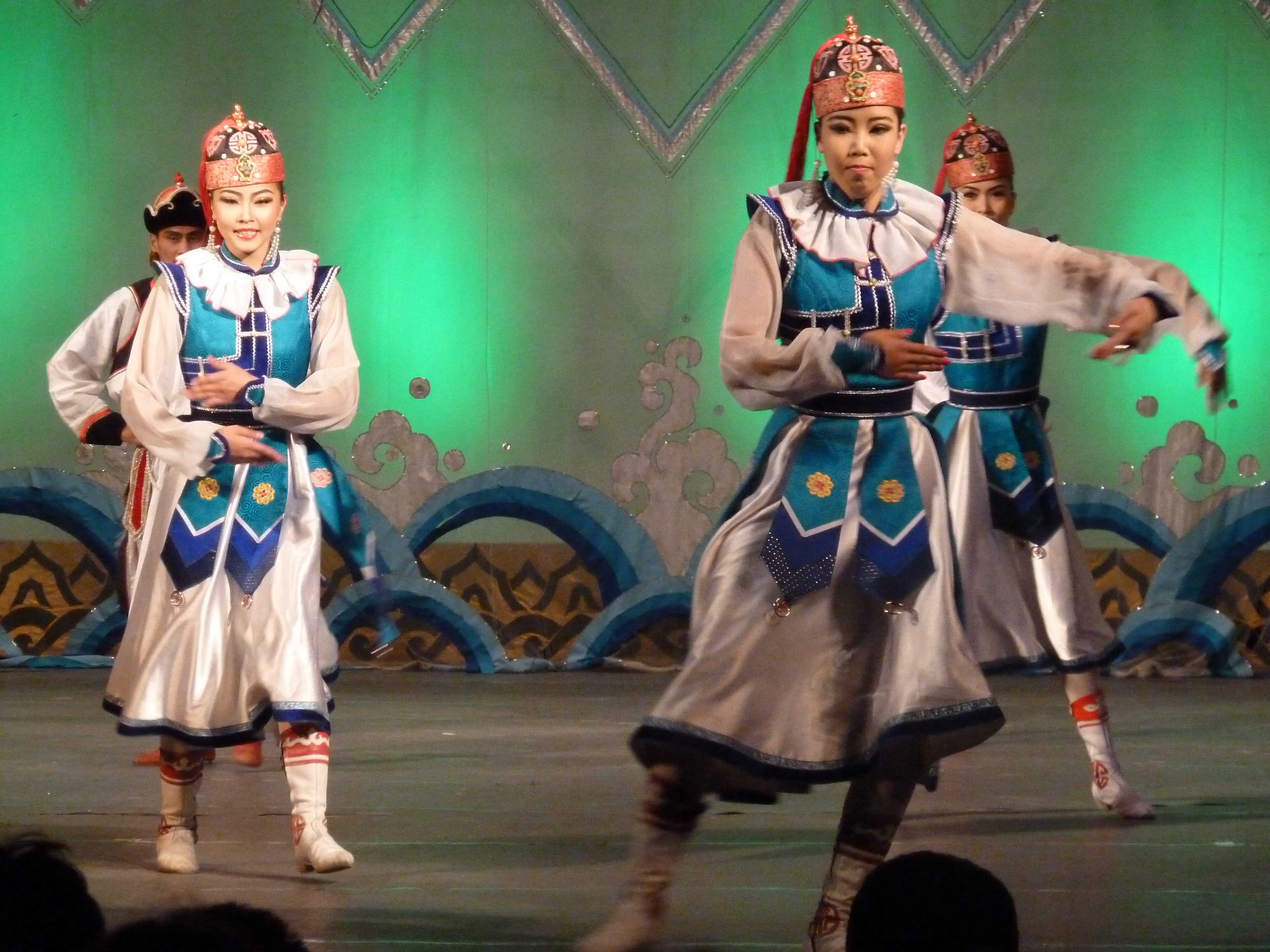
Ballettszene
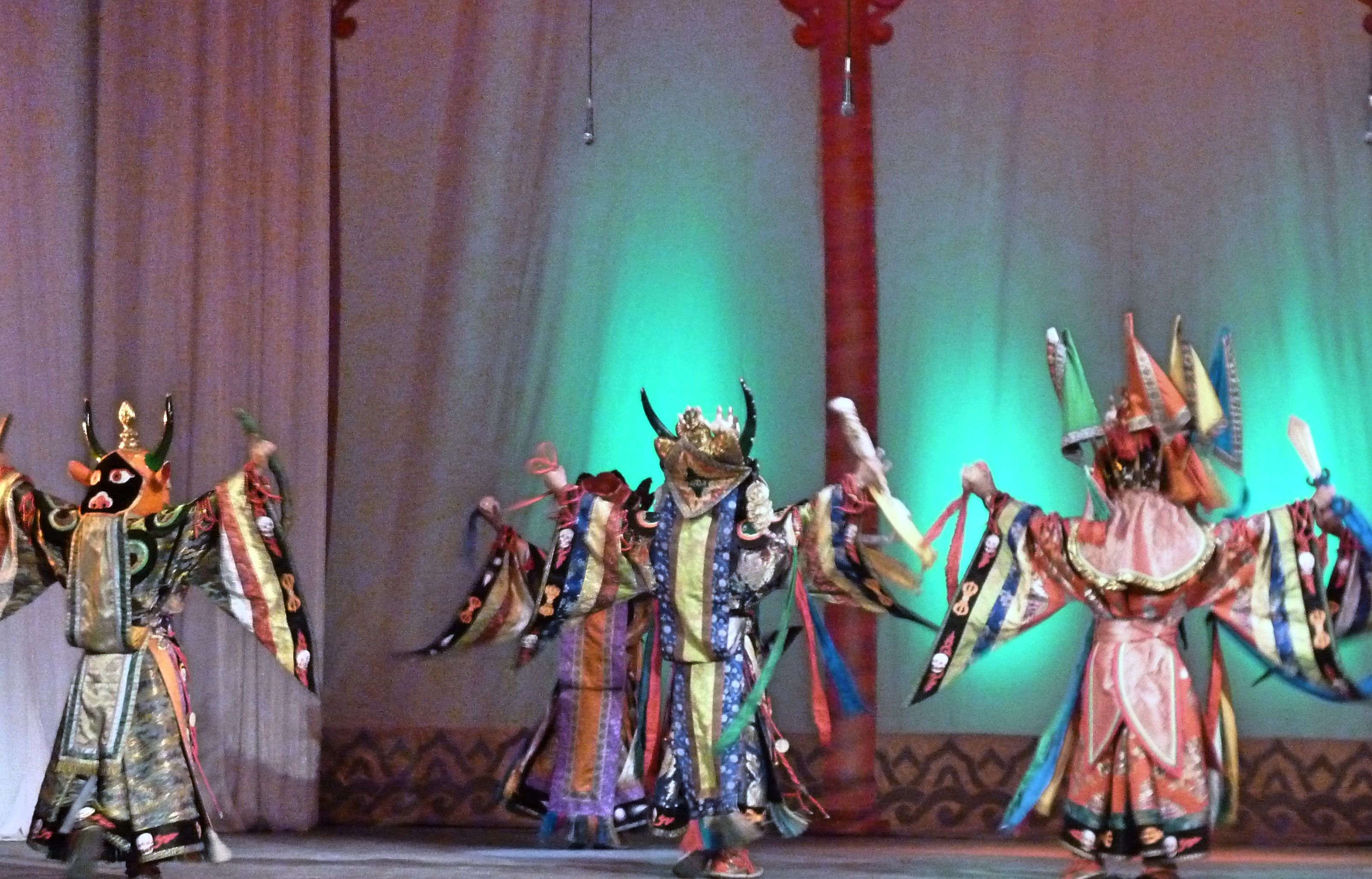
Tanzszene mit aufwendigen Kostümen

Im Oktober 2019 gab Uchnaagiin Chürelsüch, der damalige Premierminister des Landes bekannt, dass das Nationale Akademische Theater für Oper und Ballett der Mongolei und weitere Kulturstätten (das Nationale Akademische Drama Theater und die Zentralbibliothek der Mongolei) aus der Zeit der sowjetischen Herrschaft, abgerissen werden sollten, um ein neu gestaltetes, architektonisch modernes Zentrum in Ulaanbaatar zu errichten. Dies führte zu erheblicher öffentlicher Kritik, im Besonderen von der Union der mongolischen Architekten, die anführten, dass die Gebäude ein kulturelles Erbe und einen architektonischen Werte darstellen. Sie setzten sich deshalb für die Erhaltung der Gebäude anstelle des Abbruchs ein. In einem revidierten Programm wurde 2020 beschlossen, zur Restaurierung der historischen Gebäude 6 Milliarden MNT zur Verfügung zu stellen. Somit konnte ein Abriss des Nationalen Akademischen Theaters für Oper und Ballett der Mongolei abgewendet werden.